# Break the Silence: The Movie
Break the Silence: The Movie (브레이크 더 사일런스: 더 무비?, Beure-ikeu deo sa-illeonseu: Deo mubiLR; bra/prt: Break the Silence: The Movie) é um documentário musical sul-coreano de 2020 dirigido por Park Jun-soo.
O filme é estrelado pelo grupo musical BTS e conta sobre a turnê Love Yourself: Speak Yourself por meio de filmagens dos shows e do background inédito.

## Sinopse
A sensação do K-pop, BTS, embarca em sua turnê "Love Yourself: Speak Yourself" de 2019.

## Promoção
O filme foi anunciado no dia 7 de agosto de 2020 no Twitter, acompanhado do pôster, enquanto as pré-vendas foram lançadas no dia 13 de agosto, mesmo dia do lançamento do primeiro trailer. Um trailer será exibido durante as reprises do filme anterior Bring the Soul: The Movie de 28 a 30 de agosto de 2020.

## Distribuição
O filme foi lançado a partir de 10 de setembro de 2020 pela Trafalgar Releasing em cinemas selecionados.